# Pinilla del Valle
Pinilla del Valle est une commune de la communauté de Madrid, en Espagne.